# Niklas Lütcke
Niklas Lütcke (* 14. August 1974 in Stuttgart) ist ein ehemaliger deutscher Basketballspieler, der für mehrere Vereine in der Basketball-Bundesliga gespielt hat. Der Rechtsanwalt mit Spezialisierung auf Insolvenzrecht arbeitete zuletzt bei CMS Hasche Sigle, einer der größten deutschen Wirtschaftskanzleien. Sein ein Jahr jüngerer Bruder Jörg Lütcke war als Basketballer noch erfolgreicher und war als Nationalspieler Medaillengewinner bei der Basketball-Weltmeisterschaft 2002.
Wie sein Bruder war Niklas erfolgreich für Jugendmannschaften des TuS Lichterfelde aktiv und wurde dort Deutscher Jugendmeister. Nachdem er 1993 mit dem TuSLi in die 2. Basketball-Bundesliga aufgestiegen war, wechselte er 1994 nach Gießen zum BBL-Gründungsmitglied MTV 1846, für den er vier Spielzeiten in der BBL aktiv war. Nach einer Saison in Bamberg wechselte er zurück nach Hessen, diesmal allerdings zu den neugegründeten Skyliners Frankfurt, die die Erstligalizenz des TV Rhöndorf erworben hatten. In der ersten Saison konnte 2000 der Pokalsieg errungen werden. Nach seinem ersten juristischen Staatsexamen schloss er sich 2002 dem Zweitligisten TV Langen an. Nach seiner Referendarszeit spielt Lütcke nur noch unterklassig für Reservemannschaften des TV Langen, war allerdings in der Saison 2004/05 noch einmal für ein Spiel in der ersten Mannschaft aktiv.
Später war nahm er mit den Seniorenmannschaften des DBV Charlottenburg mehrfach erfolgreich an den Endrunden zur deutschen Meisterschaft teil.